# NGC 148
NGC 148은 조각가자리 방향에 있는 렌즈형 은하이다.